# Серхі Сампер
Серхі Сампер (ісп. Sergi Samper, нар. 20 січня 1995, Барселона) — іспанський футболіст, опорний півзахисник японського клубу «Віссел» (Кобе).
Грав за юнацькі і молодіжну збірні Іспанії. У середині 2010-х вважався одним за найталановитіших молодих іспанських футболістів.

## Клубна кар'єра
Народився 20 січня 1995 року в Барселоні. У шестирічному віці вступив до системи підготовки гравців місцевого однойменного клубу. У травні 2013 року уклав свій перший професіональний контракт з «Барселоною», а наступного місяця був включений до заявки її другої команди.
Протягом наступних трьох сезонів був важливою частиною тактичних побудов «Барселони Б», вівдігравши за неї понад 100 матчів у другому і третьому іспанських дивізіонах. Із сезону 2014/15 почав залучатися до ігор головної команди каталонського клубу, насамперед в рамках Кубка Іспанії.
На сезон 2016/17 був відданий в оренду до «Гранади», в якій отримав досвід регулярних виступів у Ла-Лізі. Наступний сезон мав провести на аналогічних умовах в «Лас-Пальмасі», утім відіграв за цю команду лише у п'яти іграх в чемпіонаті і Кубку, після чого отримав важку травму, і орендну угоду було анульовано.
Повернувшись до розташування «Барселони», відновлював ігрові кондиції, однак, так й не провівши жодної офіційної гри після повернення, у березні 2019 року узгодив з клубом передчасне розірвання контракту.
За кілька днів після відходу з «Барси» узгодив умови контракту з японським клубом «Віссел» (Кобе), де воз'єднався з Андресом Іньєстою, одним із дублерів якого був на початку своєї дорослої кар'єри.

## Виступи за збірні
2011 року дебютував у складі юнацької збірної Іспанії (U-16), загалом на юнацькому рівні за команди різних вікових категорій взяв участь у 21 матчі, відзначившись трьома забитими голами.
Протягом 2014–2016 років провів три гри у складі молодіжної збірної Іспанії.

## Статистика виступів

### Статистика клубних виступів
Станом на 6 січня 2018
| Сезон                   | Команда                 | Чемпіонат               | Чемпіонат | Чемпіонат | Національний кубок | Національний кубок | Національний кубок | Континентальні кубки | Континентальні кубки | Континентальні кубки | Інші змагання | Інші змагання | Інші змагання | Усього | Усього |
| Сезон                   | Команда                 | Ліга                    | Ігор      | Голів     | Ліга               | Ігор               | Голів              | Ліга                 | Ігор                 | Голів                | Ліга          | Ігор          | Голів         | Ігор   | Голів  |
| ----------------------- | ----------------------- | ----------------------- | --------- | --------- | ------------------ | ------------------ | ------------------ | -------------------- | -------------------- | -------------------- | ------------- | ------------- | ------------- | ------ | ------ |
| 2013–14                 | «Барселона Б»           | СД                      | 40        | 0         | -                  | -                  | -                  | -                    | -                    | -                    | -             | -             | -             | 40     | 0      |
| 2014–15                 | «Барселона Б»           | СД                      | 34        | 0         | -                  | -                  | -                  | -                    | -                    | -                    | -             | -             | -             | 34     | 0      |
| 2015–16                 | «Барселона Б»           | СДБ                     | 29        | 0         | -                  | -                  | -                  | -                    | -                    | -                    | -             | -             | -             | 29     | 0      |
| Усього за «Барселону Б» | Усього за «Барселону Б» | Усього за «Барселону Б» | 103       | 0         |                    | -                  | -                  |                      | -                    | -                    |               | -             | -             | 103    | 0      |
| 2014–15                 | «Барселона»             | ПД                      | 0         | 0         | КІ                 | 3                  | 0                  | ЛЧ                   | 1                    | 0                    | -             | -             | -             | 4      | 0      |
| 2015–16                 | «Барселона»             | ПД                      | 1         | 0         | КІ                 | 3                  | 0                  | ЛЧ                   | 2                    | 0                    | СУ+СІ+КЧС     | 0+0+1         | 0             | 7      | 0      |
| серп. 2016              | «Барселона»             | ПД                      | 0         | 0         | КІ                 | 0                  | 0                  | ЛЧ                   | 0                    | 0                    | СІ            | 1             | 0             | 1      | 0      |
| 2016–17                 | «Гранада»               | ПД                      | 22        | 0         | КІ                 | 1                  | 0                  | -                    | -                    | -                    | -             | -             | -             | 23     | 0      |
| 2017-січ. 2018          | «Лас-Пальмас»           | ПД                      | 2         | 0         | КІ                 | 3                  | 0                  | -                    | -                    | -                    | -             | -             | -             | 5      | 0      |
| січ.-черв. 2018         | «Барселона»             | ПД                      | 0         | 0         | КІ                 | 0                  | 0                  | ЛЧ                   | 0                    | 0                    | СІ            | 0             | 0             | 0      | 0      |
| Усього за «Барселону»   | Усього за «Барселону»   | Усього за «Барселону»   | 1         | 0         |                    | 6                  | 0                  |                      | 3                    | 0                    |               | 2             | 0             | 12     | 0      |
| Усього за кар'єру       | Усього за кар'єру       | Усього за кар'єру       | 128       | 0         |                    | 10                 | 0                  |                      | 3                    | 0                    |               | 2             | 0             | 143    | 0      |

## Титули і досягнення
- Переможець Ліги чемпіонів УЄФА (1):

«Барселона»: 2014-2015
- Володар Суперкубка УЄФА (1):

«Барселона»: 2015
- Чемпіонат світу серед клубів (1):

«Барселона»: 2015
- Володар Кубка Іспанії (3):

«Барселона»: 2014-2015, 2015-2016, 2017-2018
- Чемпіон Іспанії (2):

«Барселона»: 2015-2016, 2017-2018
- Володар Суперкубка Іспанії з футболу (1):

«Барселона»: 2016
- Володар Кубка Імператора (1):

«Віссел Кобе»: 2019
- Володар Суперкубка Японії (1):

«Віссел Кобе»: 2020